# Shawn Bradley
Shawn Paul Bradley, född 22 mars 1972 i Landstuhl i dåvarande Västtyskland, är en amerikansk och tysk före detta basketspelare. Bradley spelade center i Philadelphia 76ers, New Jersey Nets och Dallas Mavericks. Han är 2,29 meter lång och väger 125 kg, vilket gör honom till en av de längsta spelarna någonsin i NBA.